# 글로리아 (1980년 영화)
《글로리아》(영어: Gloria)는 1980년 개봉한 미국의 네오누아르 범죄 스릴러 영화이다. 존 캐서베티스가 감독과 각본을 맡았다. 1980년 제37회 베네치아 국제 영화제 황금사자상 수상작이다.

## 출연진
- 제나 롤런즈
- 줄리 카먼
- 벅 헨리
- 존 애덤스
- 톰 누넌
- 로런스 티어니

## 기타 제작진
- 배역: 빅 라모스
- 의상: 페기 패럴